# Премія імені Віктора Косенка
Премія імені В. С. Косенка — присуджується щорічно у листопаді композиторам за видатні досягнення у сфері професійної композиторської творчості для дітей та юнацтва.
Премія названа на честь видатного українського композитора Віктора Косенка.
Преміяприсуджується професійним композиторам, твори яких спрямовані на розвиток музичної культури дітей та юнацтва у таких номінаціях:
- музичні твори для дітей та юнацтва;
- музичні твори, що входять до навчального репертуару здобувачів спеціалізованої музичної освіти.

Грошова винагорода до премії у розмірі 20 тисяч гривень виплачується за рахунок видатків, передбачених у Державному бюджеті України на ці цілі.
Організаційно-методичний супровід та інформаційне забезпечення присудження премії здійснюється Державним агентством України з питань мистецтв та мистецької освіти.

## Лауреати премії
- Алмаші Золтан — збірка творів для дітей молодшого та середнього віку «Казкова країна Віолончель» для віолончелі та фортепіано та для двох віолончелей та фортепіано (2024)[2];
- Микола Ластовецький — твори: «Десять мелодій легеньких для віртуозів маленьких», "Дві ліричні «рок-балади», «Два Basso ostinato», «П'ятнадцять маленьких старовинних вальсів» (5-ий зошит «Фортепіанні п'єси для дітей та юнацтва»); збірник пісень для дитячого хору на слова українських поетів «Кожна квітка — пісня України» (2023)[3];
- Богдан Кривопуст — твори: «Давай зіграємо сонату» (для скрипки та фортепіано), «Регтайм-соната», «Наївна мелодія», «Наслідуючи Ганона», Варіації на тему «Ой, чий то кінь стоїть», «Кіно-соната» (в чотирьох частинах), «Рондо-тоеката, або згадка про Діда-дударика» (для фортепіано) (2022)[4].